# ساعت جهان (الکساندرپلاتس)

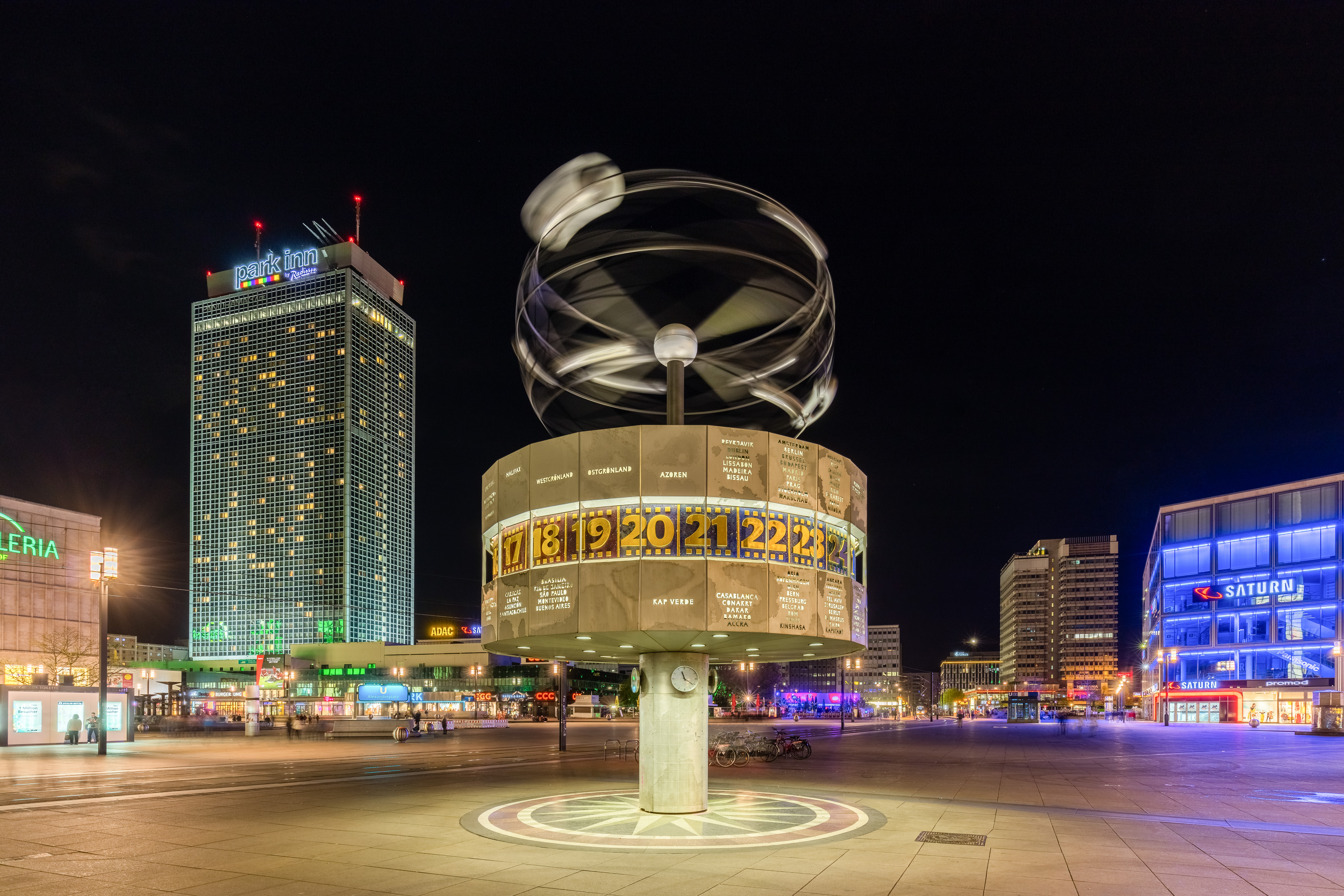
یک نمای شب از ساعت جهان گرفته شده در ۲۲ مارس ۲۰۱۶.

ساعت جهان (آلمانی: Weltzeituhr) که همچنین با نام ساعت جهانی اورانیا (آلمانی: Urania-Weltzeituhr) شناخته می‌شود ساعت بزرگی است که در میدان الکساندرپلاتس در برلین قرار دارد. با خواندن نشانه گذاری بر روی آن ساعت کنونی در ۱۴۸ شهر بزرگ در سراسر جهان قابل دیدن است. پس از نصب ساعت جهان در سال ۱۹۶۹، تبدیل به یک جاذبه توریستی و محل ملاقات شده‌است. 
در ماه ژوئیه ۲۰۱۵، دولت آلمان این ساعت را به عنوان یک یادمان تاریخی و فرهنگی قابل توجه اعلام کرد.